# IC 1746
IC 1746 је лентикуларна галаксија у сазвјежђу Рибе која се налази на листи објеката дубоког неба у Индекс каталогу.
Деклинација објекта је + 4° 48' 13" а ректасцензија 1h 54m 24,2s. Привидна величина (магнитуда) објекта IC 1746 износи 13,9 а фотографска магнитуда 14,9. IC 1746 је још познат и под ознакама UGC 1371, MCG 1-5-43, CGCG 412-42, UM 145, PHL 1226, PGC 7076.